# Annuität (Investitionsrechnung)
In den Wirtschaftswissenschaften bzw. der Finanzmathematik bezeichnet man als Annuität (lateinisch annus ‚Jahr‘) eine regelmäßig jährlich fließende Zahlung, die sich aus den Elementen Zins und Tilgung zusammensetzt. Man unterscheidet die konstante und die variable Annuität. Während der Laufzeit eines Annuitätendarlehens verändert sich mit fortschreitender Tilgung der Darlehensvaluta das Verhältnis von Zinsanteil zu Tilgungsanteil der hier konstanten Annuität, weshalb man bei Annuitätendarlehen auch von „anfänglicher Tilgung“ spricht. Bei einem Annuitätendarlehen wird daher die (zunehmende) Tilgungs- und die (abnehmende) Zinszahlung so errechnet, dass die regelmäßige Gesamtbelastung gleich bleibt, d. h. annuitätisch ist. Bei einem Abzahlungsdarlehen bleibt dagegen der Tilgungsbetrag bei jeder Zahlung unverändert, so dass die in diesem Fall variable Annuität durch die geringer werdende Zinslast sinkt.
In der Investitionsrechnung wird mit der Annuitätenmethode der Kapitalwert einer Investition auf die Projektdauer verteilt. Dadurch wird der Tatsache Rechnung getragen, dass ein innerhalb kürzerer Dauer erwirtschafteter Kapitalwert im Vergleich höher zu werten ist, da diese Investition möglicherweise wiederholt werden kann (Investitionskette).